# گیولا نمت
گیولا نمت (به مجاری: Gyula Németh) (2 نوامبر 1890 - 14 دسامبر 1976) معمولاً در زبان انگلیسی با نام جولیوس نمت (Julius Németh) شناخته شده، یک زبان شناس و ترک شناس مجارستانی و عضو آکادمی علوم مجارستان بود. 
او در دانشکده علوم انسانی دانشگاه اوتووش لوراند کار می‌کرد.

## آثار
- Gyula Németh (1916). Türkische Grammatik. G. J. Göschen.
- Julius Németh (1917). Türkische Grammatik. G.J. Göschen'sche Verlagshandlung.
- Gyula Németh (1917). Türkische-deutsches gesprächsbuch. G.J. Göschen.
- Gyula Németh; Gyula Káldy-Nagy (1976). Hungaro-Turcica: studies in honor of Julius Németh. Loránd Eötvös Univ. ISBN 978-963-461-058-8.
- Gy Németh (1967). Korosi Csoma - Archivum. Brill Archive. pp. 209–. GGKEY:0EHTYU3WC4P.

## منبع
مشارکت‌کنندگان ویکی‌پدیا. «Gyula Németh (linguist)». در دانشنامهٔ ویکی‌پدیای انگلیسی، بازبینی‌شده در ۲۰۲۴-۰۹-۰۴.